# Movimiento Campesino-Ciudadano
El Movimiento Campesino-Ciudadano (en neerlandés: BoerBurgerBeweging, BBB) es un partido político en los Países Bajos. Su lijsttrekker en las elecciones generales de 2021 fue la periodista Caroline van der Plas, quien fundó el partido en octubre de 2019 en respuesta a las protestas generalizadas de los agricultores que tuvieron lugar contra el gobierno a principios de ese mes, motivadas por la propuesta del gobierno de limitar las emisiones de nitrógeno.
En las elecciones provinciales de los Países Bajos de 2023, obtuvo la victoria al ser el partido más votado con el 19.2% del voto, ganando en todas las provincias excepto en las dos provincias holandesas (las más urbanas del reino), donde ha empatado con el Partido Popular por la Libertad y la Democracia (Volkspartij voor Vrijheid en Democratie; VVD); y en la de Utrecht, donde empata los verdes del 'GL' (GroenLinks, Izquierda Verde).

## Resultados electorales
| Año  | Votos         | %    | Resultado | +/- | Gobierno  |
| ---- | ------------- | ---- | --------- | --- | --------- |
| 2021 | 104.319 (#16) | 1,0  | 1/150     |     | Oposición |
| 2023 | 485.551 (#6)  | 4,65 | 7/150     | 6   | Coalición |